# Ермольев, Юрий Михайлович
Юрий Михайлович Ермольев (укр. Юрій Михайлович Єрмольєв; 3 ноября 1936 — 1 октября 2022) — советский и украинский математик и кибернетик, академик АН УССР (15 января 1988). Член КПСС с 1972 г.

## Биография
Родился 03.11.1936 в Карачеве (Брянская область).
Окончил Киевский университет (1959). В 1964 г. защитил кандидатскую диссертацию:
- Оптимальные потоки и допустимые пути в сетях и мультисетях : диссертация … кандидата физико-математических наук : 01.00.00. — Киев, 1964. — 91 с.

Работал в ВЦ АН УССР (1959—1960), в КВИРТУ (1960—1962), в Институте кибернетики АН УССР (1962—1979), в Международном институте системного анализа (Австрия) (1979—1984).
С 1985 г. старший научный сотрудник Института кибернетики АН УССР (НАНУ).
С 1972 г. по совместительству профессор кафедры экономической кибернетики и прикладной статистики Киевского университета.
Автор работ в области математической кибернетики. Разработал числовые методы стохастического программирования, численные методы оптимального управления, методы решения экстремальных задач на графах.
Доктор физико-математических наук (1971). Докторская диссертация:
- Стохастические квазиградиентные методы и их применения : диссертация … доктора физико-математических наук : 01.00.00. — Киев, 1970. — 234 с. : ил.

Профессор (1974). Член-корреспондент АН УССР (1976). Академик АН УССР (15.01.1988).

## Награды и премии
Государственная премия СССР (1981, в составе коллектива). Государственная премия УССР (1972). Премия им. В. Глушкова АН УССР (1987) и премии НАНУ имени В. С. Михалевича (2000).

## Сочинения
- Стохастические модели и методы в экономическом планировании. — Москва : Наука, 1979. — 253 с. : граф.; 20 см.
- Методы стохастического программирования / Ю. М. Ермольев. — Москва : Наука, 1976. — 239 с. : ил.; 20 см.
- Экстремальные задачи на графах / Ю. М. Ермольев, И. М. Мельник. — Киев : Наукова думка, 1968. — 176 с. : черт.; 21 см.
- Конечно-разностный метод в задачах оптимального управления / Ю. М. Ермольев, В. П. Гуленко, Т. И. Царенко. — Киев : Наукова думка, 1978. — 164 с. : ил.; 21 см.
- Математические методы исследования операций : Учеб. пособие для ун-тов и техн. вузов / Ю. М. Ермольев, И. И. Ляшко, В. С. Михалевич, В. И. Тюпля. — Киев : Вища школа, 1979. — 311 с. : ил.; 22 см.